# Antropologia social
L'antropologia social és l'estudi dels patrons de comportament en les societats i cultures humanes. És el component dominant de l'antropologia en tot el Regne Unit i la Commonwealth i en gran part d'Europa, on se la distingeix de l'antropologia cultural. L'antropologia social té les seves arrels en diverses disciplines del segle xix, entre les quals s'inclouen l'etnologia, els estudis del folklore i els estudis clàssics. Els seus precursors van ser Edward Burnett Tylor i James George Frazer amb els seus treballs de finals del segle xix.
Es distingeix de l'antropologia cultural per diverses raons. D'una banda, pel seu èmfasi en l'organització i les formes d'associació dels diversos grups humans. De l'altra, la cultura (incloent-hi narratives, rituals i el comportament simbòlic associat amb aquestes) ha estat tradicionalment considerada com la «variable» dependent per l'antropologia social, incrustades en el seu context històric i social, incloent-hi la seva diversitat de posicions i perspectives, ambigüitats, conflictes i contradiccions de la vida social; més que la variable independent (explicativa). Finalment, el seu origen es troba al Regne Unit, influïda per la sociologia francesa.

## Comparació amb l'antropologia cultural
El terme antropologia cultural s'aplica generalment a les obres etnogràfiques que tenen un esperit holístic, s'orienten a les maneres en què la cultura afecta l'experiència individual o tenen com a objectiu proporcionar una visió arrodonida del coneixement, costums i institucions d'un poble. L'antropologia social és un terme aplicat a les obres etnogràfiques que intenten aïllar un sistema particular de relacions socials com els que comprenen la vida domèstica, l'economia, el dret, la política o la religió, donen prioritat analítica a les bases organitzatives de la vida social, i atendre els fenòmens culturals com a secundaris als principals problemes de la investigació científica social.
En el passat, els temes d'interès dels antropòlegs socials incloïen les convencions, l'organització econòmica i la política, el dret i la resolució de conflictes, els patrons de consum i intercanvi, el parentiu i les estructures familiars, les relacions de gènere, la maternitat i la socialització, la religió; mentre que en l'actualitat, els antropòlegs socials també s'interessen per temes com la globalització, la violència ètnica, els estudis de gènere, el transnacionalisme i les experiències locals que d'ell es desprenen i les cultures emergents del ciberespai i també poden intervenir conflictes d'interessos entre defensors del medi ambient i responsables del desenvolupament econòmic. Alguns antropòlegs britànics i americans, entre els quals hi ha Gillian Tett i Karen Ho, que van estudiar la Borsa de Valors de Wall Street, van donar una explicació alternativa sobre la crisi financera de 2007–2010 davant de les explicacions tècniques vinculades a les teories polítiques i econòmiques.
Les diferències entre les perspectives de les tradicions britànica, francesa i nord-americana han disminuït per donar pas cada cop més a diàlegs i préstecs de teories i mètodes. Els antropòlegs socials i culturals, i alguns que formen part de tots dos grups, es troben a la majoria d'instituts d'antropologia. Fins i tot els noms formals de les institucions ja no necessiten reflectir el contingut de disciplines que estudien al complet. Alguns, com l'Institute of Social and Cultural Anthropology (Institut d'Antropologia Social i Cultural en anglès) d'Oxford ha canviat el seu nom per reflectir el canvi de composició; d'altres, com ara Social Anthropology a la Universitat de Kent es va convertir simplement en Antropologia. La majoria conserven el nom amb què es van fundar.
La recerca qualitativa a llarg termini, incloent-hi estudis intensius de de camp (que emfatitzen els mètodes de l'observació participant), s'ha fomentat tradicionalment en l'antropologia social en lloc de l'anàlisi quantitativa d'enquestes, qüestionaris i visites breus de camp utilitzades habitualment pels economistes, científics polítics i (sobretot) sociòlegs.

## Història
A l'inici de l'època moderna, amb el Renaixement Italià, es veu per primera vegada el terme Antropologia utilitzat com a denominació d'una disciplina. El terme apareix a l'obra de Galeazzo Capella (1533), publicada a Milà amb el títol de L'Antropología o vero ragionamiento della natura humana.
Cap al segle xviii, l'Antropologia Moderna o Tradicional, sorgeix com a producte de la Il·lustració europea on es cristal·litzen ja els principis modernistes. Aquest procés dona origen a una ideologia il·luminista centrada en un progrés civilitzatori, basat en la veritat de la raó i la ciència. En aquest sentit, l'Antropologia Social esdevé la Il·lustració i s'estructura a través del mateix procés que va provocar la diferenciació de les ciències socials modernes.
L'antropologia social té arrels històriques en diverses disciplines del segle xix, inclòs l'estudi dels clàssics, l'etnografia, l'etnologia, el folklore, la lingüística, i la sociologia, entre d'altres. El seu precursor immediat va prendre forma en el treball d'Edward Burnett Tylor i James George Frazer a finals del segle xix i va sofrir grans canvis tant en el mètode com en la teoria durant el període 1890-1920 amb un nou èmfasi en el treball de camp original, l'estudi holístic a llarg termini del comportament social en entorns naturals i la introducció de la teoria social francesa i alemanya.
L'antropòleg i etnògraf polonès Bronisław Malinowski, una de les influències més importants en l'antropologia social britànica, va posar èmfasi en el treball de camp a llarg termini en què els antropòlegs treballen en llengua vernacla i se submergeixen en les pràctiques diàries de la gent local. Aquest desenvolupament va ser reforçat per la introducció per part de Franz Boas del concepte de relativisme cultural, argumentant que les cultures es basen en diferents idees sobre el món i, per tant, només es poden entendre correctament en termes dels seus propis estàndards i valors.

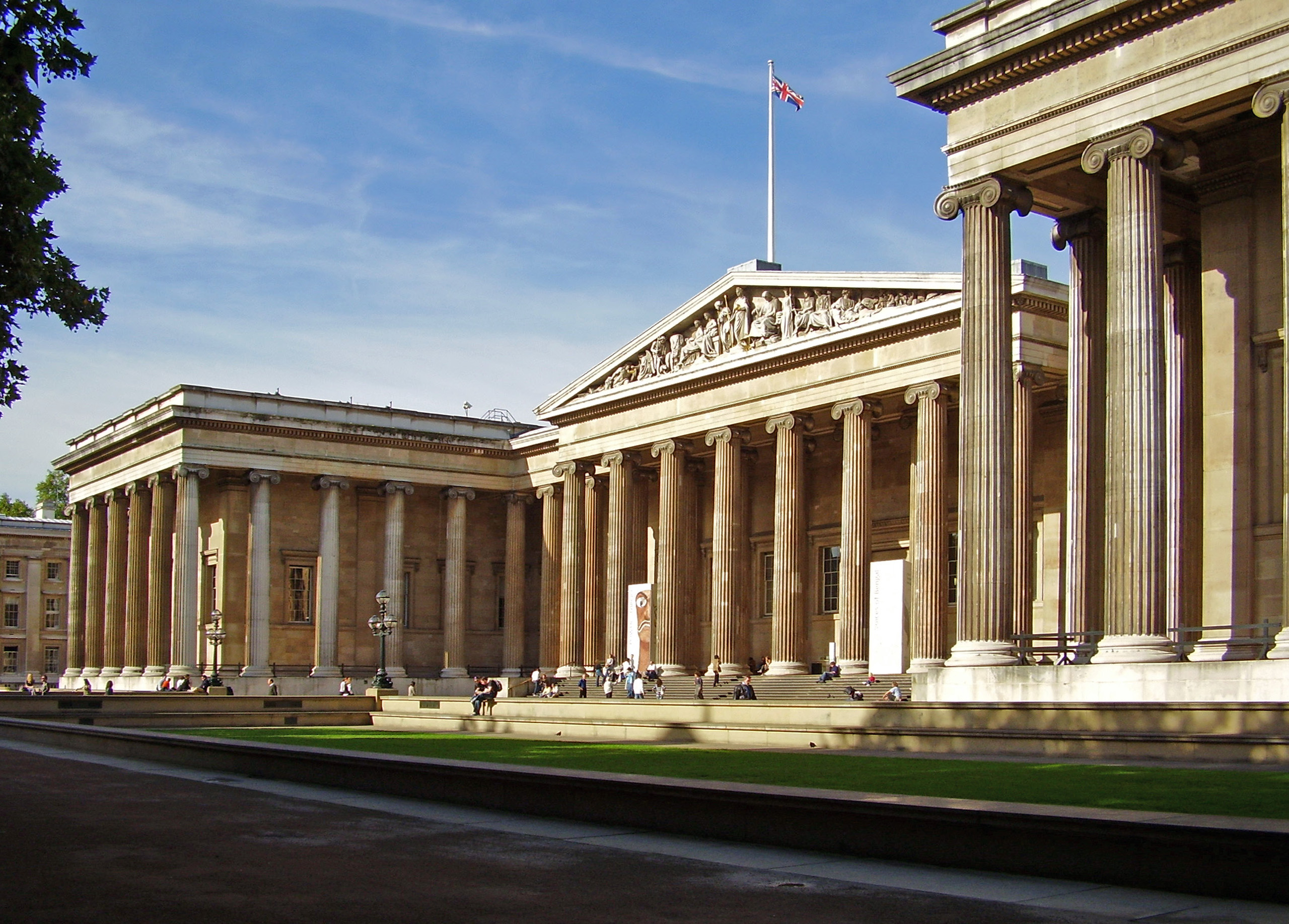
El Museu Britànic, Londres.

Museus com el Museu Britànic no van ser l'únic lloc d'estudis antropològics; amb el període del Neoimperialisme, a partir de la dècada de 1870, els zoològics es van convertir en «laboratoris» no vigilats, especialment les anomenades «exposicions etnològiques» o «pobles negres». Així, els «salvatges» d'Amèrica, Àfrica i Àsia es mostraven, sovint nus, en gàbies, en el que s'ha denominat «zoològics humans». El 1906, el pigmeu Ota Benga congolès va ser posat per l'antropòleg nord-americà Madison Grant en una gàbia al Zoològic del Bronx, etiquetat com «l'enllaç que faltava» entre un orangutan i la «Raça blanca»—Grant, un reconegut eugenèsta, també va ser l'autor de The Passing of the Great Race (1916). Aquestes exposicions eren intents d'il·lustrar i demostrar en el mateix moviment la validesa del racisme científic, la primera formulació del qual es pot trobar a An Essay on the Inequality of Human Races (1853–1855) d'Arthur de Gobineau. El 1931, l'Exposició colonial de París encara mostrava Canacs de Nova Caledònia al «poble indígena»; va rebre 24 milions de visitants en sis mesos, demostrant així la popularitat d'aquests «zoològics humans».
L'antropologia es va diferenciar cada cop més de la història natural i a finals del segle xix la disciplina va començar a cristal·litzar en la seva forma moderna; el 1935, per exemple, va ser possible que T. K. Penniman escrigués una història de la disciplina titulada A Hundred Years of Anthropology (Cent anys d'Antropologia). Aleshores, el camp estava dominat pel «mètode comparatiu». Se suposava que totes les societats passaven per un únic procés evolutiu des del més primitiu al més avançat. Així, les societats no europees eren vistes com a «fòssils vius» evolutius que es podien estudiar per entendre el passat europeu. Els estudiosos van escriure històries de migracions prehistòriques que de vegades eren valuoses però sovint també fantàstiques. Va ser durant aquest temps quan els europeus van traçar per primera vegada amb precisió les migracions de la Polinèsia a través de l'oceà Pacífic, per exemple, encara que alguns d'ells creien que es va originar a Egipte. Finalment, es va discutir activament el concepte de raça com una manera de classificar i organitzar els éssers humans en funció de la diferència.

### Tylor i Frazer

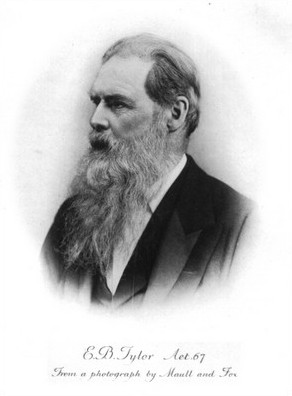
Edward Burnett Tylor, Antropòleg britànic del.

Edward Burnett Tylor (1832–1917) i James George Frazer (1854–1941) es consideren generalment els antecedents dels antropòlegs socials moderns a la Gran Bretanya. Tot i que l'antropòleg britànic Tylor va fer una excursió a Mèxic, tant ell com Frazer van obtenir la major part del material per als seus estudis comparatius a través d'una lectura extensa, no de treball de camp, principalment dels clàssics (literatura i història de l'antiga Grècia i Roma), obra dels primers folkloristes europeus, i informes de missioners, viatgers i etnòlegs contemporanis.
Tylor va defensar fermament l'unilinealisme i una forma d'«uniformitat de la humanitat». Tylor, en particular, va establir les bases per a les teories del difusionisme cultural, afirmant que hi ha tres maneres en què diferents grups poden tenir formes o tecnologies culturals semblants: «invenció independent, herència d'ancestres en una regió llunyana, transmissió d'una raça  [sic] a una altra.»
Tylor va formular una de les primeres i influents concepcions antropològiques de la cultura com «aquell tot complex, que inclou coneixements, creences, art, moral, lleis, costums i qualsevol altra capacitat i hàbit adquirit pels [humans] com a [membres] de la societat.» Tanmateix, tal com assenyala Stocking, Tylor es va preocupar principalment per descriure i mapejar la distribució d'elements particulars de la cultura, més que per la funció més àmplia, i en general semblava assumir una idea victoriana del progrés més que la idea de canvi cultural no direccional i multilineal proposada pels antropòlegs posteriors. Tylor també va teoritzar sobre els orígens de les creences religioses en els éssers humans, proposant una teoria de l'animisme com l'etapa més primerenca, i assenyalant que la «religió» té molts components, dels quals creia el més important per creure en éssers sobrenaturals (a diferència dels sistemes morals, cosmologia, etc.).
Frazer, un erudit escocès amb un ampli coneixement dels clàssics, també es va preocupar per l'estudi de la religió, la mitologia i la màgia. Els seus estudis comparatius, els més influents en les nombroses edicions de The Golden Bough, van analitzar les similituds en les creences religioses i el simbolisme a escala mundial. Ni Tylor ni Frazer, però, estaven especialment interessats en el treball de camp, ni tampoc els interessava examinar com els elements culturals i les institucions encaixaven. The Golden Bough es va abreujar dràsticament en edicions posteriors després de la seva primera.

### Malinowski i l'Escola Britànica
Cap al canvi de segle, una sèrie d'antropòlegs es van mostrar descontents amb aquesta categorització dels elements culturals; les reconstruccions històriques també els van semblar cada cop més especulatives. Sota la influència de diversos estudiosos més joves, un nou enfocament va arribar a predominar entre els antropòlegs britànics, preocupats per analitzar com les societats es mantenen unides en el present (anàlisi sincrònica, més que diacrònica o anàlisi històrica), i posant èmfasi en el treball de camp d'immersió a llarg termini (d'un a diversos anys). La Universitat de Cambridge va finançar una expedició multidisciplinària a les Illes de l'estret de Torres el 1898, organitzada per Alfred Cort Haddon i que va incloure un metge-antropòleg, William Rivers, així com lingüista, botànic i altres especialistes. Les troballes de l'expedició van establir nous estàndards per a la descripció etnogràfica.

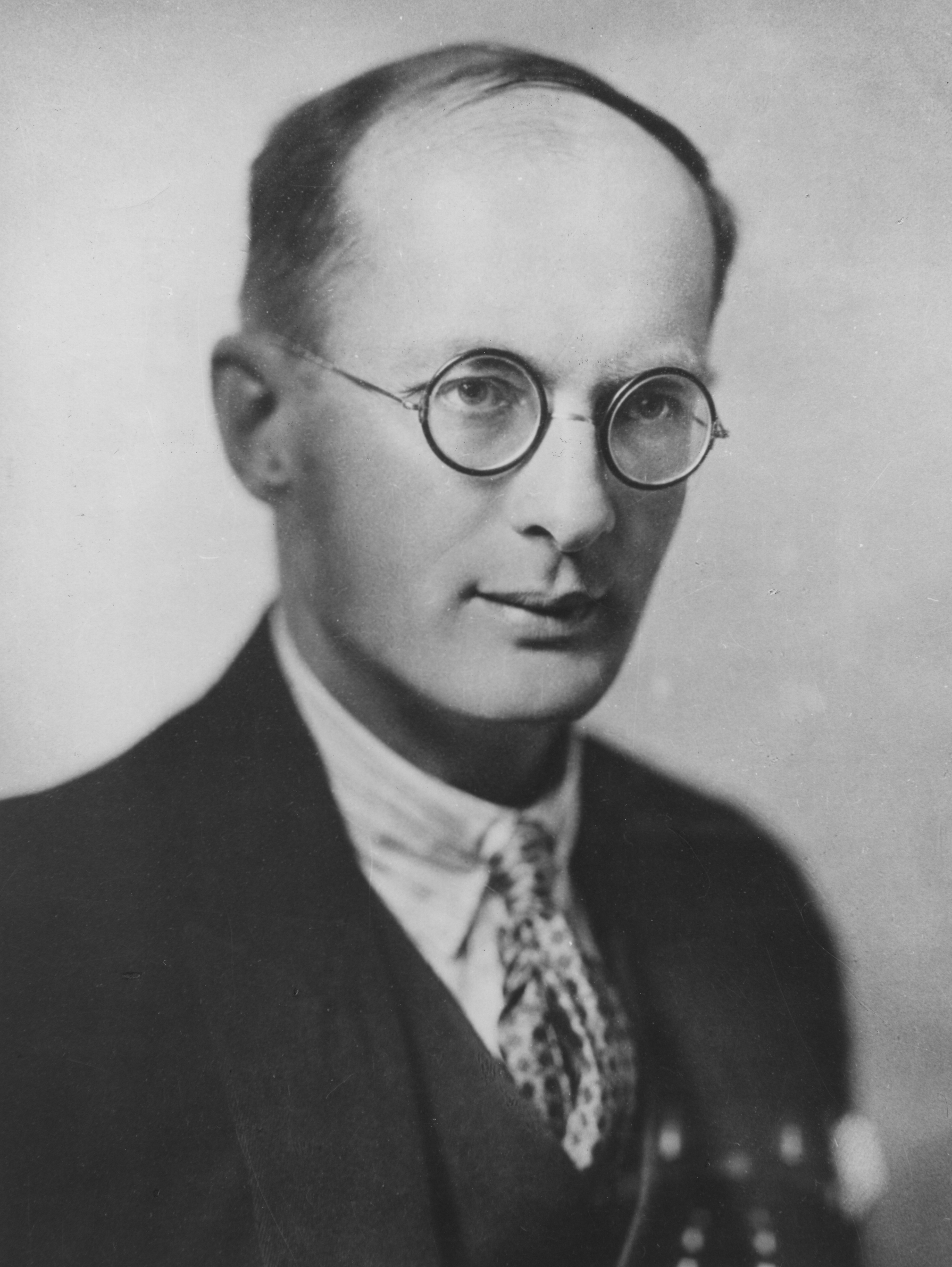
Bronisław Malinowski, Antropòleg i etnògraf polonès a la London School of Economics and Political Science.

Una dècada i mitja més tard, l'estudiant d'antropologia polonès Bronisław Malinowski (1884–1942) estava començant el que esperava que fos un breu període de treball de camp en l'antic model, recopilant llistes d'objectes culturals, quan l'esclat de la Primera Guerra Mundial el va deixar encallat a Nova Guinea. Com a súbdit de l'Imperi Austrohongarès resident en una possessió colonial britànica, va ser efectivament confinat a Nova Guinea durant diversos anys. Va aprofitar el temps per fer un treball de camp molt més intens que el que havien fet els antropòlegs britànics, i el seu treball etnogràfic clàssic, Argonauts of the Western Pacific (1922) va defensar un enfocament del treball de camp que es va convertir en estàndard en el camp: obtenir «el punt de vista del nadiu» mitjançant l'observació participant. Teòricament, va defensar una interpretació funcionalista, que examinava com funcionaven les institucions socials per satisfer les necessitats individuals.

### Antropologia social moderna

#### Període entre guerres

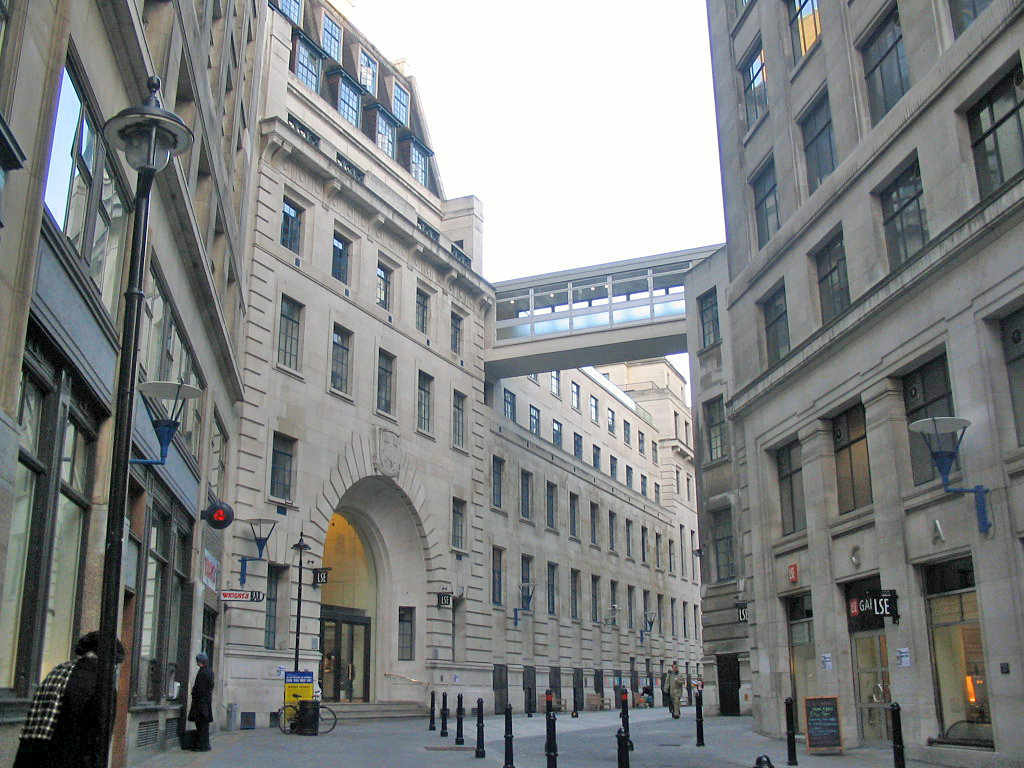
Entrada principal de la London School of Economics and Political Science.

L'antropologia social moderna es va fundar a la Gran Bretanya a la London School of Economics and Political Science després de la Primera Guerra Mundial. Les influències inclouen tant la revolució metodològica iniciada pel treball de camp orientat a processos de Bronisław Malinowski a les illes Trobriand de la Melanèsia entre 1915 i 1918 i el programa teòric de comparació sistemàtica d'Alfred Radcliffe-Brown que es basava en una concepció de treball de camp rigorós i la concepció de funcionalisme estructural de la Sociologia de Durkheim]. Altres fundadors intel·lectuals inclouen W. H. R. Rivers i A. C. Haddon, l'orientació del qual reflectia les Parapsicologies contemporànies de Wilhelm Wundt i Adolf Bastian, i Sir E. B. Tylor, que va definir l'antropologia com una ciència positivista després d'Auguste Comte. Edmund Leach (1962) va definir l'antropologia social com una mena de microsociologia comparada basada en estudis intensius de treball de camp. Els estudiosos no han establert una ortodòxia teòrica sobre la naturalesa de la ciència i la societat, i les seves tensions reflecteixen punts de vista seriosament oposats.

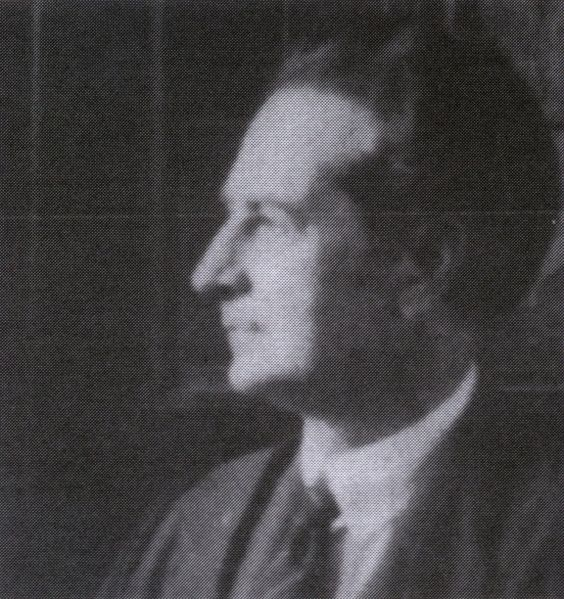
A. R. Radcliffe-Brown.

A. R. Radcliffe-Brown també va publicar un treball seminal el 1922. Havia realitzat el seu treball de camp inicial a les Illes Andaman amb l'antic estil de reconstrucció històrica. No obstant això, després de llegir el treball dels sociòlegs francesos Émile Durkheim i Marcel Mauss, Radcliffe-Brown va publicar un relat de la seva investigació (titulat simplement The Andaman Islanders) que va prestar molta atenció al significat i propòsit dels rituals i mites. Amb el temps, va desenvolupar un enfocament conegut com a funcionalisme estructural, que es va centrar en com les institucions de les societats treballaven per equilibrar o crear un equilibri en el sistema social per mantenir-lo funcionant harmònicament. El seu enfocament estructuralista contrastava amb el funcionalisme de Malinowski, i era bastant diferent del posterior estructuralisme, que examinava les estructures conceptuals en el llenguatge i el simbolisme.
La influència de Malinowski i Radcliffe-Brown va derivar del fet que ells, com Boas, van formar estudiants activament i van crear institucions agressives que van impulsar les seves ambicions programàtiques. Aquest va ser particularment el cas de Radcliffe-Brown, que va difondre la seva agenda per a «Antropologia Social» ensenyant a universitats de l'Imperi Britànic i la Commonwealth. Des de finals de la dècada de 1930 fins a la postguerra va aparèixer una sèrie de monografies i volums editats que van fonamentar el paradigma de l'antropologia social britànica (BSA). Les etnografies famoses inclouen The Nuer, d'Edward Evan Evans-Pritchard, i The Dynamics of Clanship Among the Tallensi, de Meyer Fortes; els volums editats coneguts inclouen African Systems of Kinship and Marriage i African Political Systems.

#### Després de la Segona Guerra Mundial
Després de la Segona Guerra Mundial, l'antropologia sociocultural, que comprèn els camps de l'etnografia i l'etnologia, va divergir cap a una escola americana d'antropologia cultural, mentre que l'antropologia social es va diversificar a Europa desafiant els principis de l'estructura-funcionalisme, absorbint idees de l'estructuralisme de Claude Lévi-Strauss i dels seguidors de Max Gluckman, i abraça l'estudi del conflicte, el canvi, l'antropologia urbana i les xarxes. Juntament amb molts dels seus col·legues del Rhodes-Livingstone Institute i estudiants de la Universitat de Manchester, coneguda col·lectivament com a Escola Manchester, van portar BSA en noves direccions a través de la seva introducció d'una teoria explícitament informada pel marxisme, el seu èmfasi en els conflictes i la resolució de conflictes, i la seva atenció a les maneres en què els individus negocien i fan ús de les possibilitats estructurals socials. Durant aquest període Gluckman també va estar involucrat en una disputa amb l'antropòleg nord-americà Paul Bohannan sobre metodologia etnogràfica dins de l'estudi antropològic del dret. Creia que els termes indígenes utilitzats en les dades etnogràfiques s'havien de traduir a termes legals angloamericans en benefici del lector. L'Associació d'Antropòlegs Socials del Regne Unit i Commonwealth es va fundar el 1946.
A la Gran Bretanya, l'antropologia va tenir un gran impacte intel·lectual, va «contribuir a l'erosió del cristianisme, el creixement del relativisme cultural, una consciència de la supervivència del primitiu a la vida moderna, i la substitució dels modes d'anàlisi diacrònica per sincrònic, tots els quals són fonamentals per a la cultura moderna.» Més tard, durant les dècades de 1960 i 1970, Edmund Leach i els seus estudiants Mary Douglas i Nur Yalman, entre d'altres, van introduir l'estructuralisme francès a l'estil de Claude Lévi-Strauss.
Als països de la Commonwealth britànica, l'antropologia social sovint ha estat institucionalment separada de l'antropologia física i la primatologia, que poden estar connectades amb els departaments de biologia i zoologia; i de l'arqueologia, que pot estar connectat amb els departaments de Clàssics, Egiptologia, Estudis orientals i similars. En altres països (i en algunes universitats britàniques i nord-americanes, especialment les més petites), els antropòlegs també s'han trobat institucionalment vinculats amb estudiosos dels estudis culturals, estudis ètnics, folklore, geografia humana, estudis de museus, sociologia, relacions socials i treball social. L'antropologia britànica ha continuat posant l'accent en l'organització social i l'economia per sobre de temes purament simbòlics o literaris.
L'any 1989 es va fundar l'Associació Europea d'Antropòlegs Socials com a societat de beques en una reunió de membres fundadors de catorze estats europeus, amb el suport de Fundació Wenner-Gren per a la Recerca Antropològica. L'Associació busca avançar l'antropologia a Europa mitjançant l'organització de conferències biennals i l'edició de la seva revista acadèmica, Social Anthropology/Anthropologies Social. Els departaments d'Antropologia Social de diferents universitats han tendit a centrar-se en diferents aspectes del camp, i es poden trobar a diverses universitats d'arreu del món. El camp de l'antropologia social s'ha expandit de maneres no previstes pels fundadors del camp, com per exemple en el subcamp d'estructura i dinàmica.

## Antropòlegs relacionats amb l'antropologia social
- Andre Beteille[28]
- Mary Douglas[29]
- Thomas Hylland Eriksen[30]
- Edward Evan Evans-Pritchard[31][32][33]
- Raymond Firth
- Rosemary Firth[34]
- Ernest Gellner
- Jack Goody[35]
- David Graeber
- Claude Lévi-Strauss
- Judith MacDougall[36]
- Alan Macfarlane[37]
- Bronisław Malinowski
- Siegfried Frederick Nadel[38]
- Joan Josep Pujadas Muñoz
- Alfred Radcliffe-Brown
- Audrey Richards[39]
- Juan Mauricio Renold[40]
- Victor Turner
- Marshall Sahlins
- Philippe Descola
- Marilyn Strathern
- Hebe Vessuri[41]
- Eric Wolf